# Motorola RAZR V3
Pour les articles homonymes, voir V3.
 (juin 2012).
Si vous disposez d'ouvrages ou d'articles de référence ou si vous connaissez des sites web de qualité traitant du thème abordé ici, merci de compléter l'article en donnant les références utiles à sa vérifiabilité et en les liant à la section « Notes et références ».
Le RAZR V3 est une série de téléphones cellulaires commercialisée par Motorola. 

## Histoire
Le développement du produit a débuté en juillet 2003 avec une date de mise sur le marché l'année suivante. À partir de juillet 2005, Motorola a fait savoir aux analystes que le RAZR V3 était le téléphone portable à clapet le plus populaire.
Popularité qu'il doit évidemment à son design unique et sa petite taille.
Le 18 juillet 2006, Motorola annonça qu'il venait d'expédier le 50 millionième RAZR, ce qui fait du razr le mobile à clapet le plus populaire de toute l'histoire.

## Modifications
Grâce à la considérable popularité du RAZR, la communauté des « modificateurs » a réussi à modifier le système interne de l'appareil et créer des mods que les utilisateurs peuvent mettre en place sur leur propre portable.
En modifiant le RAZR V3, il est possible de débloquer des fonctionnalités indisponibles dans le téléphone neuf.
Le mods le plus classique contient un logiciel d'enregistrement vidéo, permet de télécharger des jeux en Java depuis un PC, changer l'image sur l'écran externe (le cl.gif, qui normalement contient le logo du fournisseur d'accès), se débarrasser du blocage réseau, supprimer la date et l'horloge sur l'écran principal, ajouter de nouvelles apparences, changer le texte et les icônes du menus et bien plus encore.

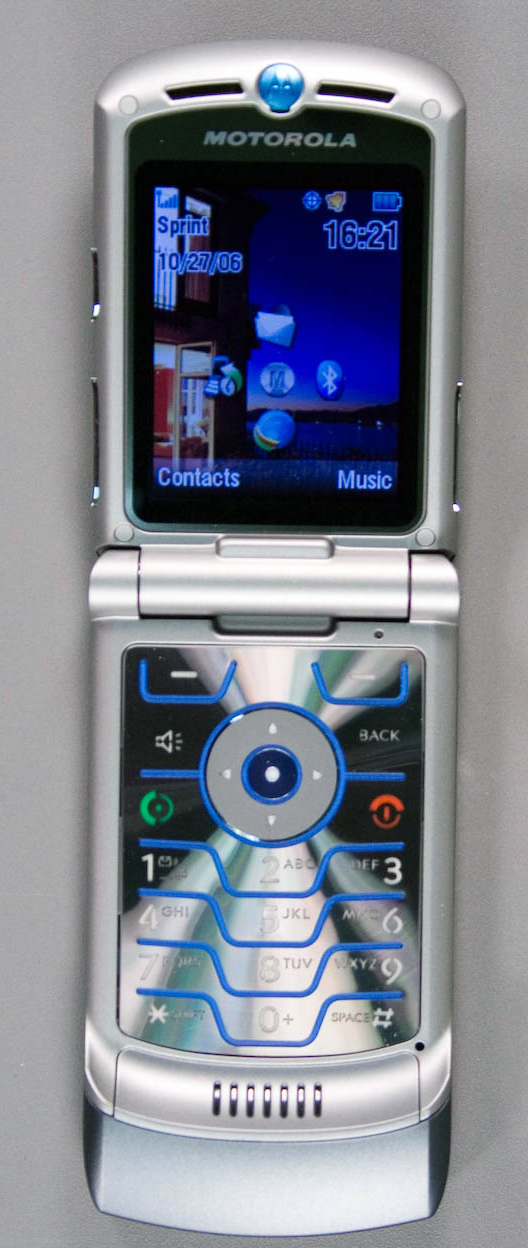
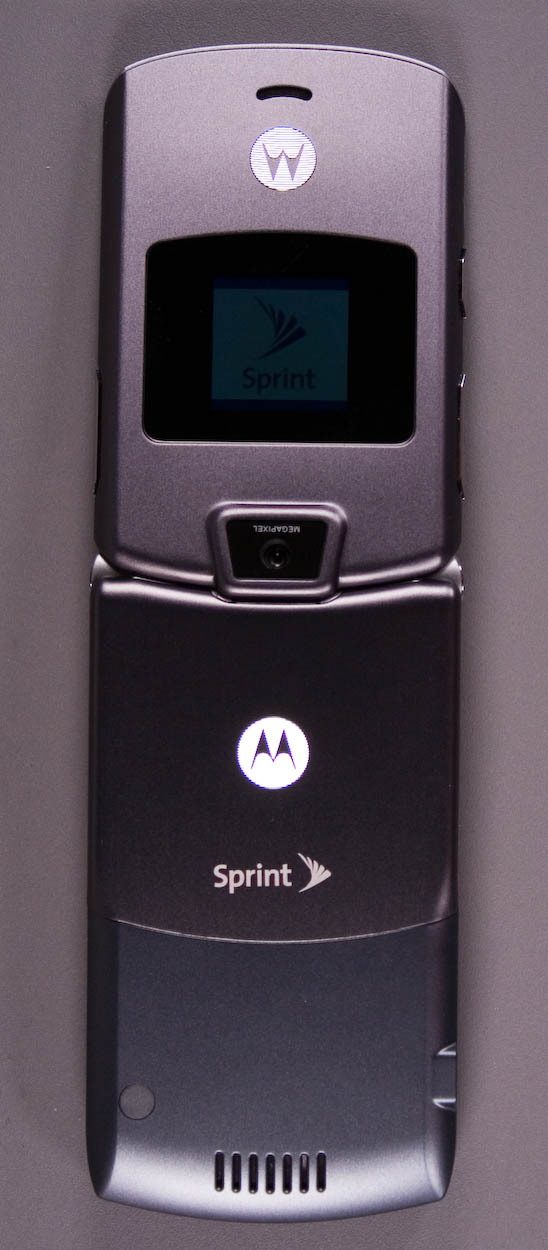
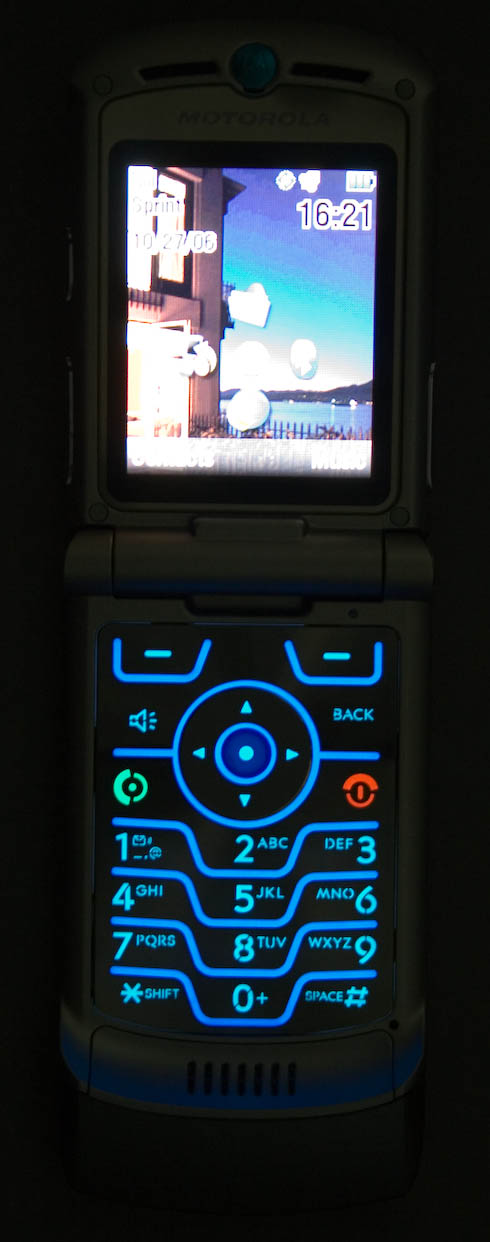
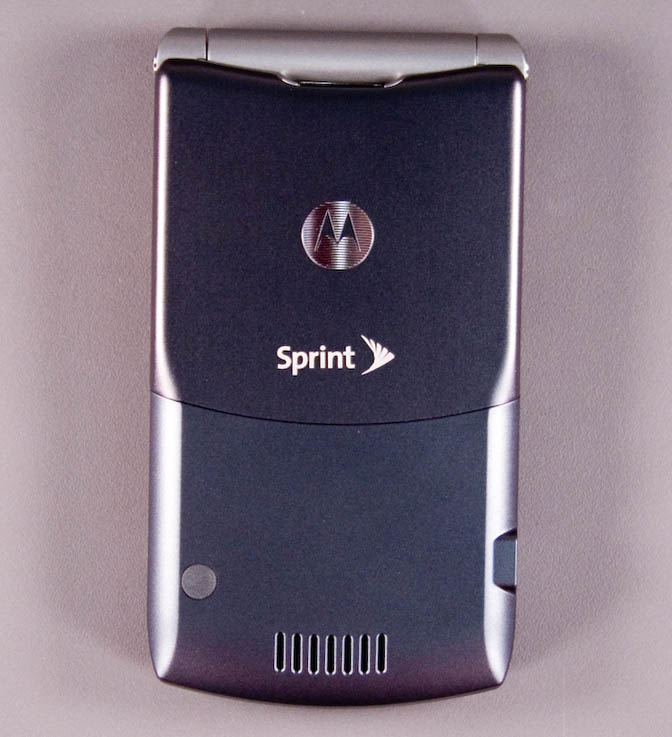

## Nouveaux modèles
- MOTORAZR V3x
- MOTORAZR V3xx : intégrant EDGE et 3G.